# Glycymeris cotinga
Glycymeris cotinga is een tweekleppigensoort uit de familie van de Glycymerididae. De wetenschappelijke naam van de soort is voor het eerst geldig gepubliceerd in 1939 door Tom Iredale.